# Gammarinema ligiae
Gammarinema ligiae är en rundmaskart som beskrevs av Gerlach 1967. Gammarinema ligiae ingår i släktet Gammarinema och familjen Monhysteridae. Arten är reproducerande i Sverige. Inga underarter finns listade i Catalogue of Life.